# Terminal Tower
Terminal Tower – wieżowiec w Cleveland, w stanie Ohio, w Stanach Zjednoczonych, o wysokości 235 m. Budynek został otwarty w 1930, posiada 52 kondygnacje.